# Hollywood.com
Hollywood.com est un site d'actualité américain couvrant la culture populaire en anglais, notamment les films, la télévision et les célébrités.
Le site web publie des critiques et d'autres articles d'actualité, et héberge des forums de discussion forums pour ses lecteurs. Il est financé par des publicités et par la vente de billets de cinéma via le site En novembre 2011, il revendique 11,2 millions de visiteurs mensuels.
Propriété de Hollywood.com, LLC, le site a été fondé autour de 1995 En 2000, 35 des 50 employés du bureau de Santa Monica du site ont été licenciés afin de réduire les coûts en concentrant les opérations sur le siège de la société à Boca Raton (Floride). En 2011, Laurie S. Silvers et Mitchell Rubenstein, les actionnaires majoritaires de la société mère Project Hollywood, ont acheté Baseline StudioSystems, un service de recherche et une base de données en ligne sur les industries du cinéma et de la télévision, alors détenu par la New York Times Company. En 2014, ils ont vendu Baseline à Gracenote, une filiale de Tribune Media.